# You Take My Heart Away
Albums de Shirley Bassey
Love Life and Feelings
(1976) Yesterdays
(1978)
Singles
You Take my Heart Away est le vingt-deuxième album studio de Shirley Bassey, sorti en 1977. Il est classé no 34 au UK Albums Chart. 
L'album contient plusieurs reprises de chansons de l'année précédente : You Take my Heart Away de Bill Conti, extraite de la bande originale du film Rocky ; This One's for You de Barry Manilow ; Silly Love Songs des Wings qui avait été classée no 1 dans le Billboard Hot 100 ; Stargazer  de Neil Diamond ; I Need To Be In Love des Carpenters et Come in from the Rain, une chanson de Melissa Manchester de 1975. S'y rajoutent Can't Help Falling in Love, reprise d'un tube d'Elvis Presley de 1961 et If, un succès du groupe Bread de 1971. 
Aucun des deux singles avec You Take my Heart Away en face A (et I Let You Let Me Down Again en face B sur l'un ; Razzle Dazzle en face B sur l'autre) n'entre au hit-parade. 
You Take my Heart Away sort en 33 tours avec une pochette signée Richard Avedon, cassette audio et cartouche stéréo, puis est réédité par BGO Records avec Yesterdays en double disque compact en 2008.

## Liste des chansons

### Face A
1. You Take my Heart Away (Bill Conti, Ben Raleigh, P. McClure)
2. Perfect Strangers (Neil Sedaka, Phil Cody)
3. Sometimes (Henry Mancini, Felice Mancini)
4. This One's for You (Barry Manilow, Marty Panzer)
5. Silly Love Songs (Paul McCartney)
6. Stargazer (Neil Diamond)

### Face B
1. Can't Help Falling in Love (Luigi Creatore, Hugo Peretti, George David Weiss)
2. I Let You Let Me Down Again (traditionnel gallois)
3. If (David Gates)
4. Come in from the Rain (Carole Bayer Sager, Melissa Manchester)
5. I Need To Be In Love (Richard Carpenter, John Bettis, Albert Hammond)
6. C'est La Vie (Dennis Lambert, Brian Potter)

## Personnel
- Shirley Bassey – chant
- Martin Davis - producteur exécutif
- Arthur Greenslade - arrangements, orchestration
- Martin Rushent – ingénieur du son